# 아크로폴리스 (아테네)
아크로폴리스는 그리스 아테네의 바위지대에 있는 성채이며, 건축학적, 역사적으로 매우 중요한 고대 건축물들의 유적지가 있으며, 이 중에 파르테논 신전이 가장 유명하다. 아크로폴리스라는 단어는 그리스어 단어 ἄκρον (아크론, "아주 높은, 최상의")과 πόλις (폴리스 "도시")에서 온 것이다. 아크로폴리스라는 단어가 포괄적이고 그리스에 다른 많은 아크로폴리스들이 존재하지만, 아테네의 아크로폴리스의 중요성으로 인해 흔히 아크로폴리스라고 하면 아테네의 아크로폴리스를 나타낸다. 고대 시대에는 최초의 아테네의 왕이라 여겨지는 전설속의 절반은 사람이고 절반은 뱀인 케크롭스 1세의 이름에서 붙여진 케크로피아 (kecropia)이다.
아크로폴리스가 위치한 바위 언덕에 인간이 거주했다는 증거는 4천 년 전까지 거슬러 올라가는 한편, 기원전 5세기에 페리클레스(민주정치 전성기)는 파르테논 신전, 프로필라이아, 에레크테이온, 아테나 니케의 신전 등을 포함한 현재 남아있는 가장 중요한 유적지들의 건설 지시를 내렸다. 파르테논 외에 다른 건물들은 모레아 전쟁 기간 베네치아군의 1687년 포위 공격 때 심각한 피해를 입었는데, 당시에 파르테논 신전에서 보관되던 화약이 포환을 맞고 폭발하였다.

## 유적 현황
아크로폴리스의 입구는 프로필라이아라는 기념문이다. 입구의 남쪽으로는 아테네 니케 신전이라는 작은 신전 건물이 있다. 아크로폴리스 중앙에는 아테나 파르테노스 신전, 즉 파르테논이 있다. 프로필라이아의 동쪽이자 파르테논의 북쪽에는 에레크테이온이라는 신전이 있다. 언덕 아래로는 디오니소스 극장 유적이 있고, 부분적으로 복원된 헤로데스 아티쿠스 음악당도 주변에 있다.

아크로폴리스에서 나온 주요 유물은 언덕 남쪽 비탈의 아크로폴리스 박물관에 소장되어 있다.

### 아크로폴리스의 주요 유적
1. 파르테논 신전
2. 옛 아테나 신전
3. 에레크테이온
4. 아테나 프로마코스
5. 프로필라이아
6. 아테나 니케의 신전
7. 엘레우시니온
8. 브라우로네이온
9. 칼코테케
10. 판드로세이온
11. 아레포리온
12. 아테나 제단
13. 제우스 폴리에우스 성소
14. 판디온 성소
15. 헤로데스 아티쿠스 음악당
16. 에우메네스 스토아
17. 아스클레피에이온(아스클레이피오스 성소)
18. 디오니소스 엘레우테레우스 극장
19. 페리클레스 음악당
20. 디오니소스 엘레우테레우스의 테메노스
21. 아글라우레이온

## 역사

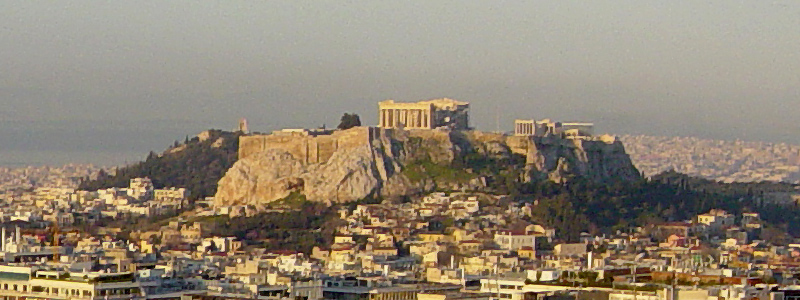
리카비토스산에서 바라본 아테네의 아크로폴리스. 오른쪽에 님프의 언덕 숲이 있고, 왼쪽에는 아크로폴리스 뒤편으로 필로파포스 언덕이 보인다.

### 초기 정착지
아테네의 아크로폴리스는 해발고도 150미터 위치에 있는 편평한 바위산 위에 자리잡고 있으며, 넓이는 약 3헥타르이다. 이곳에서 발견된 가장 오래된 유물은 신석기 중기 시대로 거슬러 올라가며, 기원전 6000년경에 해당하는 신석기 초기부터 아티카 지방에 거주지가 있었다.

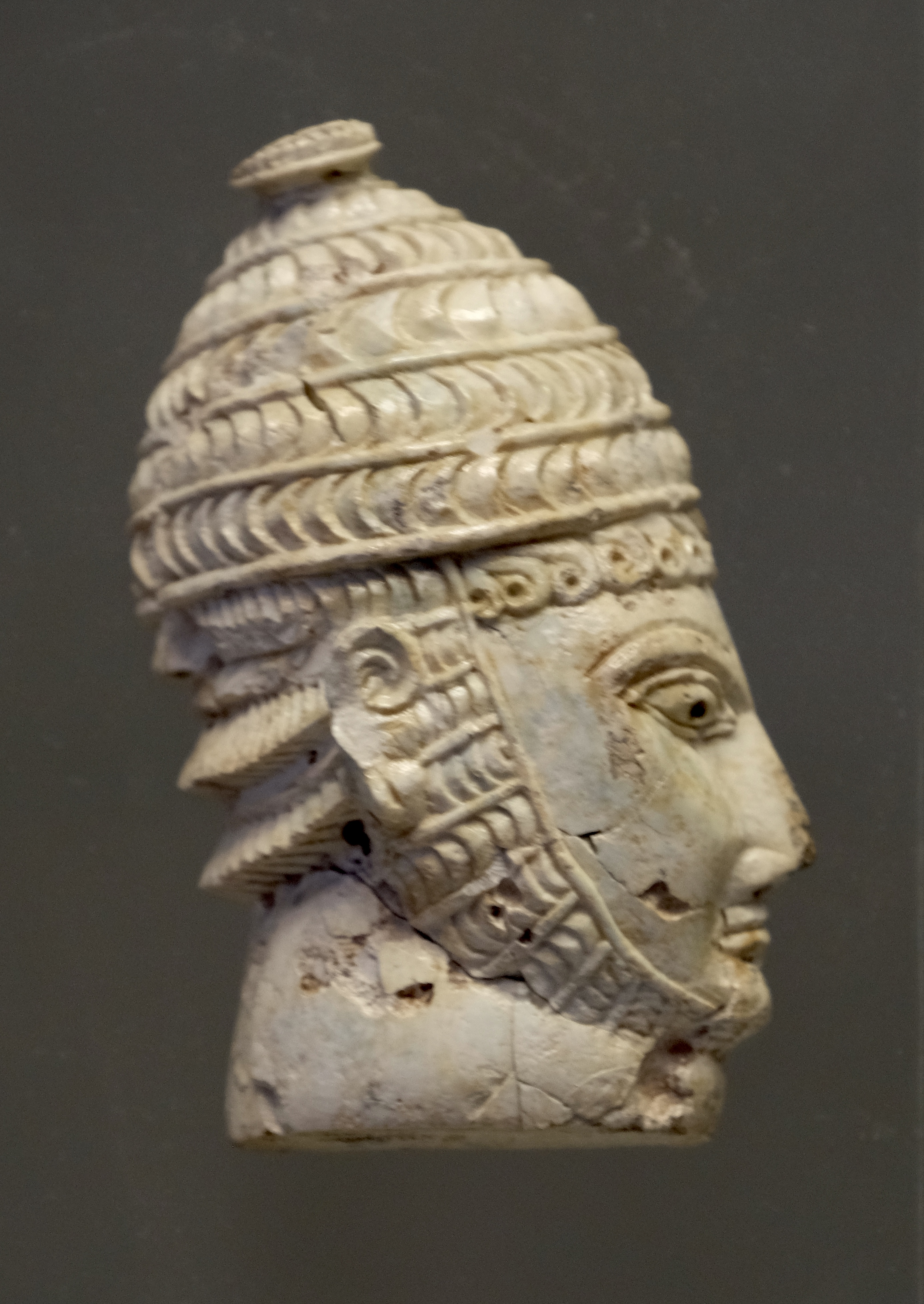
아테네 아크로폴리스의 미케네 묘실에서 발견된 멧돼지 이빨 투구를 쓴 전사. 기원전 14~13세기.

후기 청동기 시대에는 언덕 위에 미케네 시대의 메가론 궁전이 있었을 것으로 짐작된다. 메가론 유적은 남아 있지 않지만, 석회암 기단 하나와 사암 계단 일부가 그 흔적일 수도 있다. 궁전이 건설된 후 높이 10미터, 두께 3.5~6미터의 키클롭스 성벽이 760미터 길이로 건설되었다. 이 성벽은  5세기까지 아크로폴리스의 주요 방어 수단이었다. 거대한 바위 블록이 2단으로 쌓여 있으며 블록 사이에는 엠플렉톤(ἔμπλεκτον)이라는 흙 모르타르를 채워 넣었다. 성벽과 문은 전형적인 미케네 방식에 따라 자연 지형의 윤곽을 따라 건설되었다. 성문은  남쪽에 비스듬한 방향으로 배치되어 공격자의 오른쪽 방향에 성벽 기단과 탑이 있게 되어 방어에 유리한 구조였다. 언덕 북쪽에도 좁고 가파른 진입로 두 곳이 있었다. 호메로스가 언급한 '에레크테우스의 견고한 집'(오디세이아 7.81)은 바로 이 성채를 말하는 것으로 보인다. 기원전 13세기 이전에 어떤 시점에 지진이 발행해 아크로폴리스의 북동쪽 주변에 틈이 생겼다. 이 틈은 부드러운 이회토 바닥까지 약 13미터에 이르며 이곳에 우물이 파졌다. 이곳에 정교한 계단이 건설되었으며, 우물은 미케네 시대에 공성전이 벌어졌을 때 소중한 수원이었다.

### 고졸기의 아크로폴리스

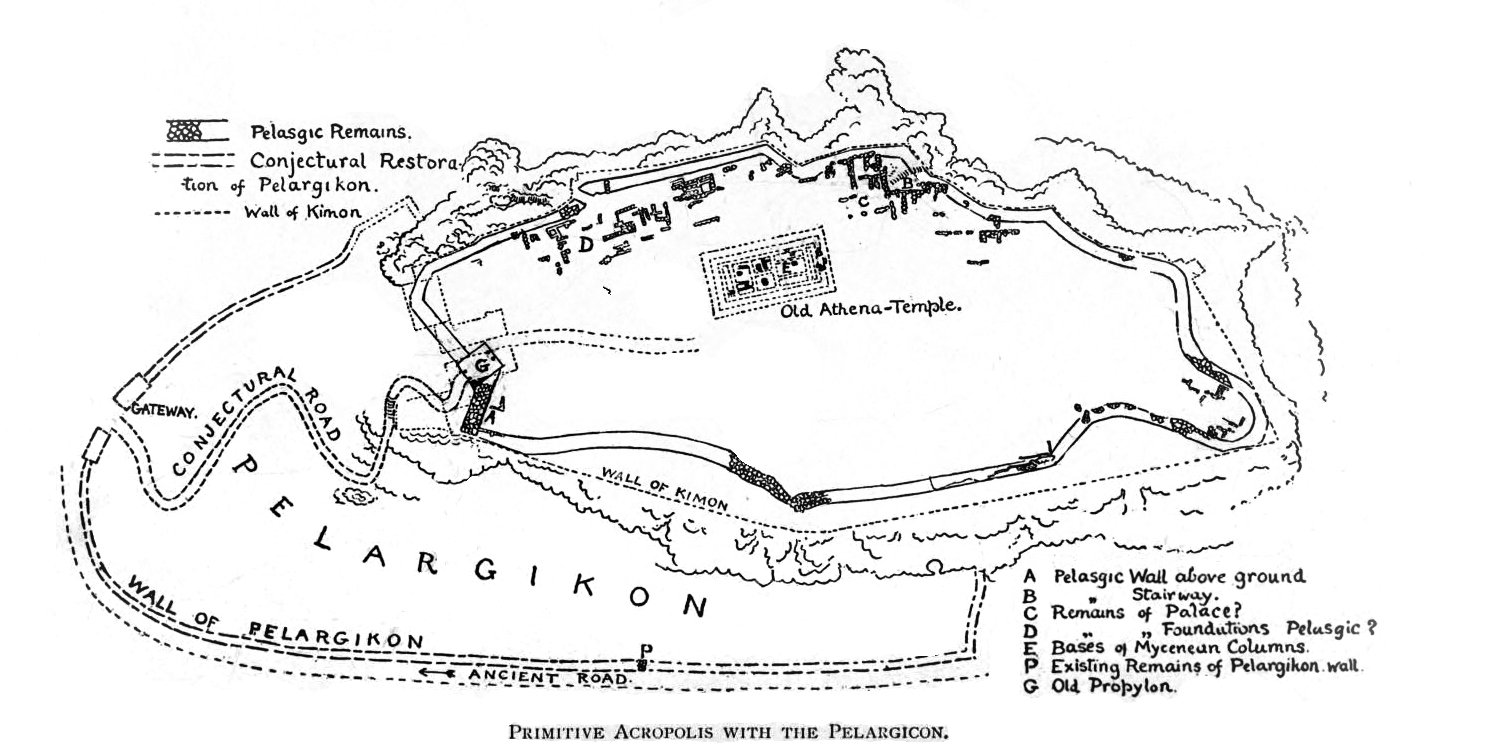
펠라르기콘과 옛 아테나 신전이 있던 초기 아크로폴리스의 모습

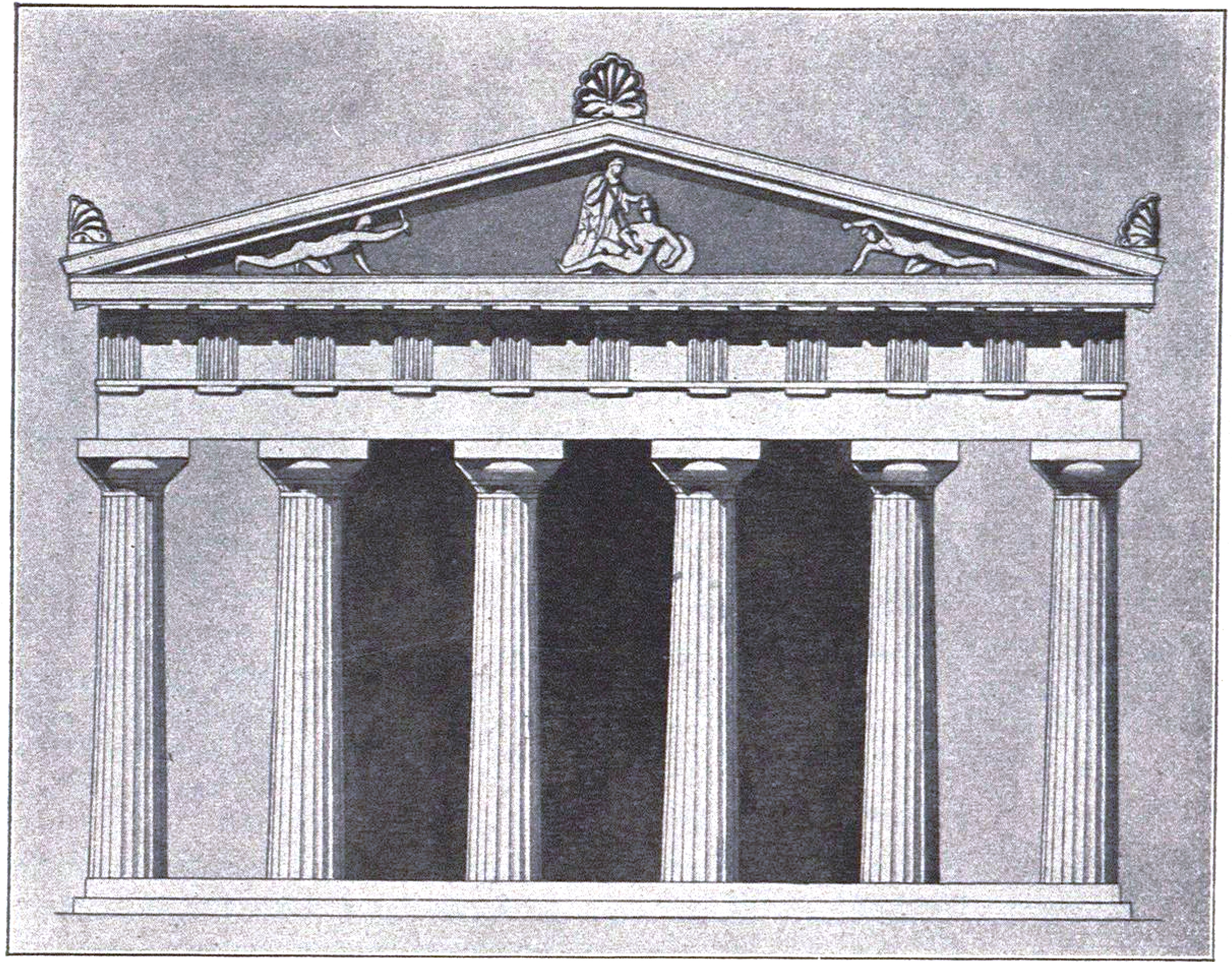
옛 아테나 신전 정면의 복원도. 기원전 525년경에 건설되었으며, 파르테논 신전과 에레크테이온 사이 위치에 자리잡고 있었다. 신전 박공의 조각 잔해는 아크로폴리스 박물관에 있다.

고졸기까지 아크로폴리스의 건축적 외형은 거의 알려지지 않았다. 기원전 7세기와 6세기에 킬론이 반란을 일으키면서 이곳을 점령했고, 페이시스트라토스도 두 번이나 이곳을 차지했다. 모두 쿠데타로 정권을 장악하기 위한 시도였다. 후대에 언급된 헤카톰페돈과는 별개로 페이시스트라토스는 프로필라이아라는 정문을 건설했다. 거기에다 언덕 북서쪽 기슭에 있는 가장 큰 샘인 클렙시드라를 포함하기 위해 아크로폴리스 주변에 9개의 성문이 있는 성벽, 즉 엔네아필론도 건설된 것으로 보인다.
아테나이의 수호신인 아테나 폴리아스에 바쳐진 신전은 기원전 570년에서 550년 사이에 세워졌다. 도리스식 석회암 건축물로서 많은 유물이 남아 있으며, 그리스어로 '100피트'를 뜻하는 '헤카톰페돈'이라고 불렸다. 이 신전이 이전 건축물을 대체했는지 혹은 신성한 구역이나 제단을 차지했는지는 알 수 없다. 아마 헤카톰페돈은 현재 파르테논 신전이 있는 자리에 건설되었을 것이다.
기원전 529년에서 520년 사이에 페이시스트라토스 가문에 의해 옛 아테나 신전이 건설되었다. 이 건물은 '옛 신전'이란 뜻의 '아르카이오스 네오스(ἀρχαῖος νεώς)'라고 불렸다. 이 아테나 폴리아스의 신전은 에레크테이온과 현재 파르테논 신전 사이의 되르펠트 층 위에 건설되었다. 옛 아테나 신전은 기원전 480년~479년 제2차 그리스-페르시아 전쟁 중 페르시아군이 아테나이를 점령했을 때 파괴되었다. 기원전 454년에 신전은 다시 재건된 것으로 보이는데, 델로스 동맹의 보고가 이곳 후실로 옮겨졌기 때문이다. 크세노폰은 옛 아테나 신전이 방화로 불에 탔다는 언급을 하고 있어 기원전 406/405년에 신전이 소실된 것 같다. 기원후 2세기에 파우사니아스 (지리학자)는 '그리스 묘사'에서 이 신전을 언급하지 않았다.

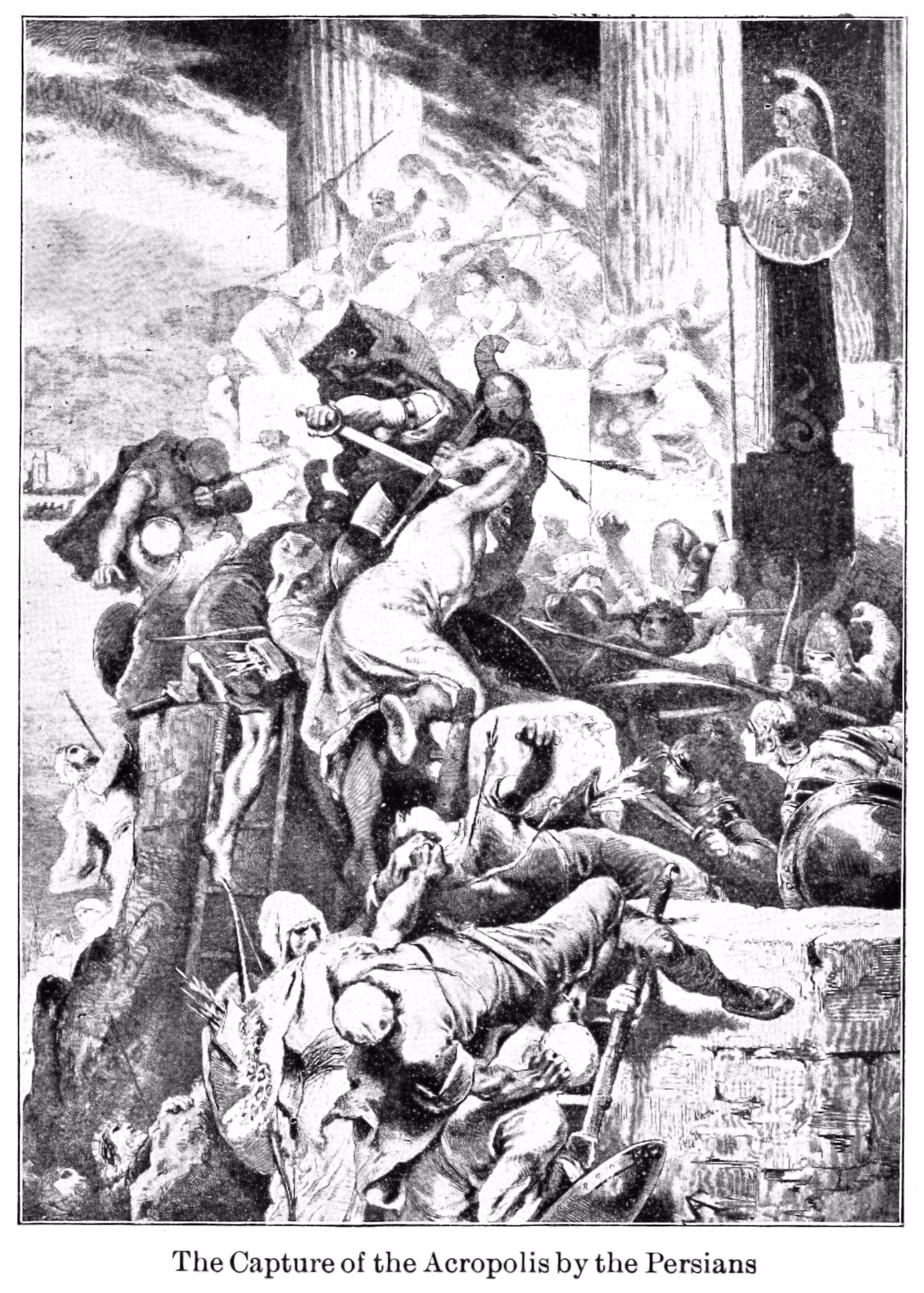
제2차 페르시아 전쟁 당시 크세르크세스 1세의 군대가 아크로폴리스를 파괴했다.

기원전 500년경 헤카톰페돈은 더 큰 건물인 '옛 파르테논(혹은 '이전 파르테논')'을 새로 지을 자리를 마련하기 위해 해체되었다. 이런 이유로 아테나이인들은 참주 페이시스트라토스와 그의 두 아들과 연관된 올림피에이온의 건설을 중단하기로 하고, 대신에 여기에 쓰기로 했던 피레이에우스의 석회암 재료를 이용해 옛 파르테논을 건설했다. 새 신전을 배치하기 위해 언덕 정상부의 남쪽을 비우고 약 8000개의 2톤짜리 석회암 블록을 깔아 기단을 마련하고 남아있는 성벽은 흙으로 채웠다. 그러나 기원전 490년 마라톤 전투에서 승리한 후 계획이 변경되어 대리석을 사용했다. 건물의 석회암 기단은 '이전 파르테논 1층', 대리석 기단은 '이전 파르테논 2층'이라고 불린다. 기원전 485년에 페르시아의 크세르크세스가 왕위에 오르고 전쟁이 임박하자 자원을 아끼 위해 건설 작업이 중단되었다.
기원전 480년에 페르시아군이 도시를 점령해 약탈할 때도 옛 파르테논은 아직 건설 중이었다. 대부분의 신전은 약탈되고 훼손되었으며, 옛 파르테논과 옛 아테나 신전은 완전히 파괴되었다. 아테나이인들은 도시를 버렸다가 페르시아군이 떠난 뒤에야 돌아올 수 있었다. 아테나이인들은 미완성 신전의 여러 자재(홈을 내지 않은 기둥 조각, 트리글리프, 메토프 등)를 모아다가 아크로폴리스 북쪽 외벽을 새로 건설했다. 이 외벽은 지금도 볼 수 있다. 한편 신전이 파괴된 자리에 남은 잔해를 치우고, 언덕에 깊은 구덩이를 여러 곳 판 다음 조각상, 제의 용품, 봉헌물을 비롯해 재활용할 수 없는 건축 자재를 의례를 치르고 파묻었다. 덕분에 현재의 파르테논 신전을 세울 자리 주변에 높은 토대를 쉽게 마련할 수 있었으며, 19세기 말에 잔해물이 발굴되어 중요한 고고학적 발견을 이루었다.

### 페리클레스 시대의 파르테논 신전 건설

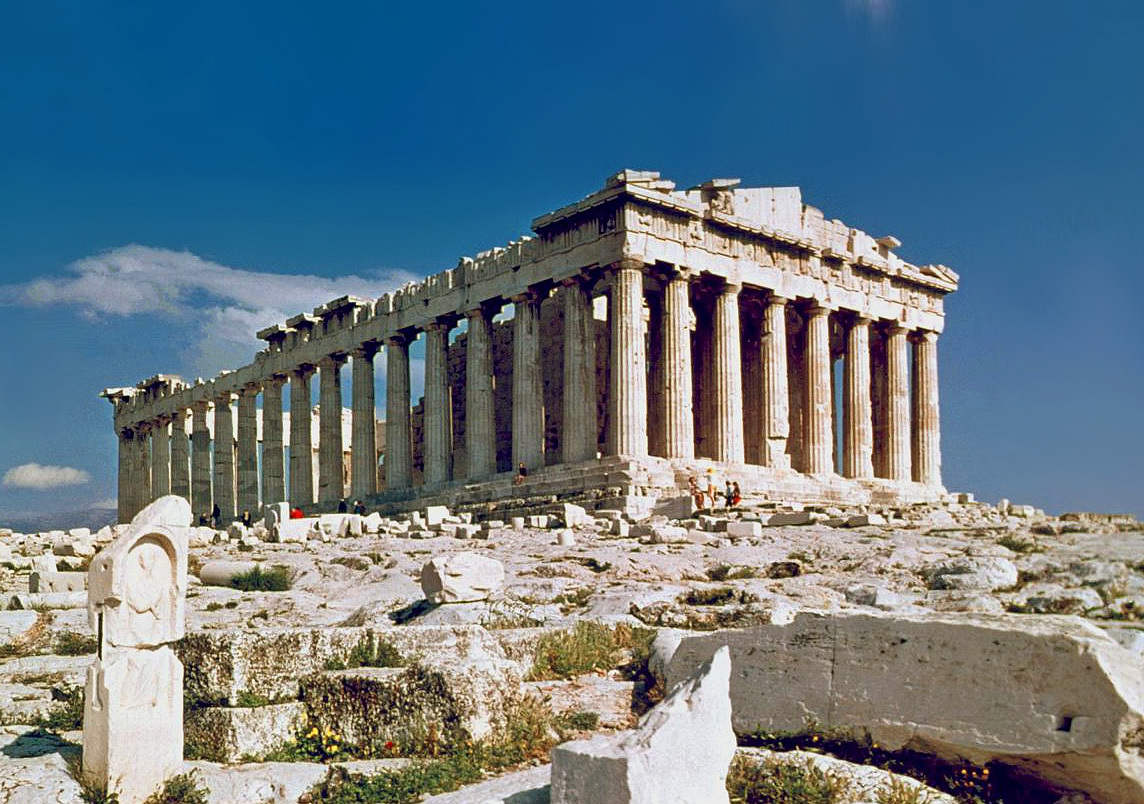
북서쪽에서 바라본 파르테논 신전

키몬과 테미스토클레스는 기원전 468년에 에우리메돈에서 승리한 후 아크로폴리스 남단과 북단 성벽의 재건을 명령했다. 파르테논 신전을 비롯한 대부분의 주요 신전은 아테나이의 황금 시대(기원전 460~430년)에 페리클레스의 명령으로 재건되었다. 아테나이의 조각가 페이디아스와 유명한 건축가 익티노스와 칼리크라테스가 재건 사업을 담당했다.
기원전 437년에 므네시클레스가 아크로폴리스 서쪽 끝에 펜텔리코스산 대리석을 이용한 도리스 양식으로 프로필라이아 기념문을 재건했다. 프로필라이아는 페이시스트라토스의 옛 프로필라이아 자리 일부 위에 지어졌다. 열주는 기원전 432년에 거의 완공되었으며, 양쪽에 부속 건물이 있는데 북쪽 건물은 폴리그노토스의 그림으로 장식되어 있었다. 거의 같은 시점에 프로필라이아 남쪽에는 아테나 니케 신전 건설이 시작되었다. 이 신전은 펜텔리코스산 대리석을 이용해 만든 작은 이오니아식 양식 건축물로 그리스 신전 건축의 전형이다. 펠로폰네소스 전쟁으로 신전 건설에 차질을 빚었지만 기원전 421년에서 409년 사이 니키아스 화약 때 완공되었다.

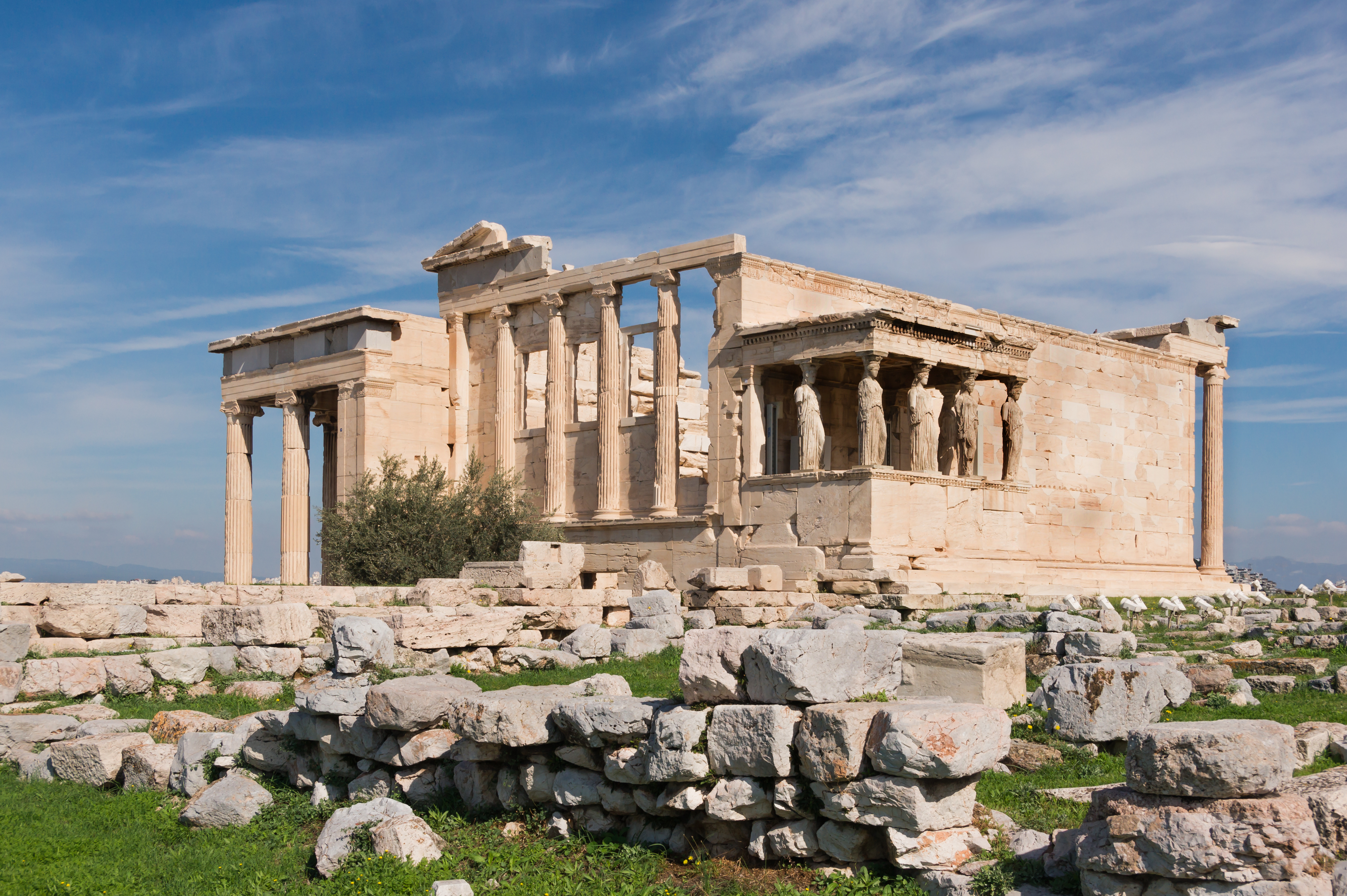
에레크테이온

기원전 421~406년에는 펜텔리코스산 대리석으로 만든 우아한 신전 건축물인 에레크테이온이 건설되었다. 에레크테이온은 매우 울퉁불퉁한 지표면의 형태와 아크로폴리스 경내에 배치된 여러 성소의 위치를 피해서 복잡한 구조로 배치되었다. 동쪽으로 면한 입구에는 여섯 개의 이오니아식 기둥이 늘어서 있다. 특이하게도 에레크테이온에는 두 곳에 현관이 나 있는데 북서쪽 현관은 이오니아 열주가 있고, 남서쪽 현관에는 카리아티스라고 하는 거대한 여자 조각상 기둥이 늘어서 있다. 신전 동쪽 부분은 아테나 폴리아스에게 바쳐졌고 서쪽 부분은 헤파이스토스와 에레크테우스의 형제인 부토스의 제단이 있어 고졸기 시대 포세이돈 에레크테우스 왕의 의식을 집전하는 데 쓰였다. 에레크테이온 내부의 원형에 대해서는 거의 알려진 바가 없으며, 기원전 1세기에 화재로 파괴되고 이후 여러 차례 재건되었다.
같은 시기에 아테나 폴리아스, 포세이돈, 에레크테우스, 케크롭스, 헤르세, 판드로소스, 아글라우로스의 신전 등 신전 구역의 여러 건축물이 건설되었다. 아테나 니케 신전과 파르테논 신전 사이에는 아르테미스 브라우로니아의 성소(브라우로네이온)이 있었다. 아르테미스 브라우로니아는 보통 멧돼지와 함께 표현되며 브라우론 데모스 구역에서 숭배되던 여신이었다. 파우사니아스에 따르면 기원전 4세기에 만들어진 여신의 목조 신상(크소아논)과 프락시텔레스가 만든 아르테미스 조각상이 있었다고 전한다.

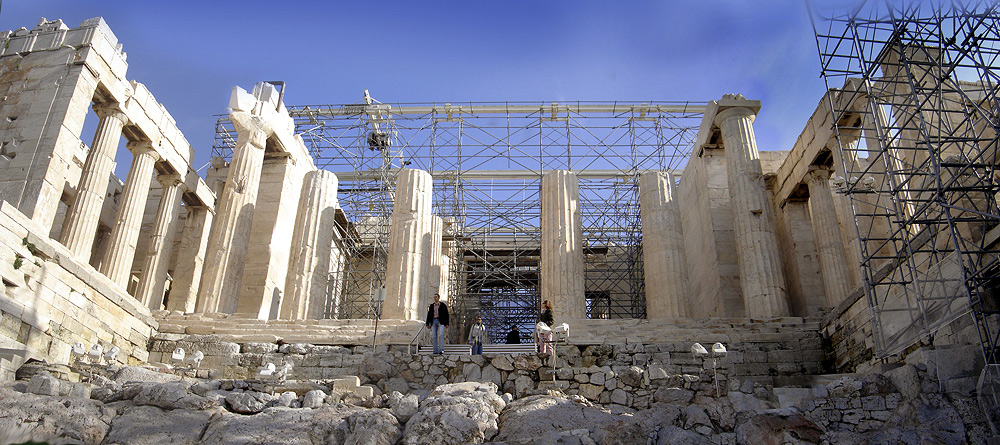
프로필라이아

프로필라이아 뒤에는 페이디아스가 만든 아테나 프로마코스(최전선에서 싸우는 아테나)의 거대한 청동상이 있었다. 청동상은 기원전 450년에서 448년 사이에 제작되었으며, 기단 높이는 1.5미터, 청동상 전체 높이는 9미터에 이르렀다. 여신은 창을 들고 있었는데, 창끝에는 금박을 입혀 수니온곶을 돌아가는 배 선원들도 반사되는 빛을 볼 수 있었다. 왼쪽에 든 거대한 방패에는 켄타우로스와 라피테스족의 싸움이 묘사되어 있었다. 칼코테케, 판드로세이온, 판디온 성소, 아테나 제단, 제우스 폴리에우스 성소 및 로마 시대에 건설된 아우구스투스 원형 신전은 현재 흔적만 남아 있다.

### 헬레니즘과 로마 시대
헬레니즘과 로마 시대에 아크로폴리스 경내에 있던 건물들이 오래되거나 전쟁 피해로 훼손된 탓에 수리되었다. 헬레니즘 시대에는 페르가몬의 아탈로스 2세나 에우메네스 2세의 기념물이 추가되었다. 로마 제정 초기에 파르테논에서 23미터 앞쪽에는 로마와 아우구스투스 신전이라는 작은 원형 신전이 건설되었다. 비슷한 시기에 북쪽 비탈에는 고전기 이래 판 신을 모시는 동굴 옆에 다른 동굴에서 아폴론 성소가 건설되었다. 서기 161년에 남쪽 비탈에는 로마인 헤로데스 아티쿠스가 오데온이라고 하는 거대한 반원형 극장을 건설했다. 아티쿠스 극장은 이후 헤룰리인의 침략으로 파괴되었다가 1950년대 들어서야 재건된다.
서기 3세기에 헤룰리인의 침공에 대비하기 위해 아크로폴리스 성벽이 보수되었으며, 프로필라이아 입구에는 방어용으로 '뵐레' 문이 건설되어 아크로폴리스는 요새로 쓰이게 되었다.

### 비잔티움, 라틴, 오스만 제국 시대

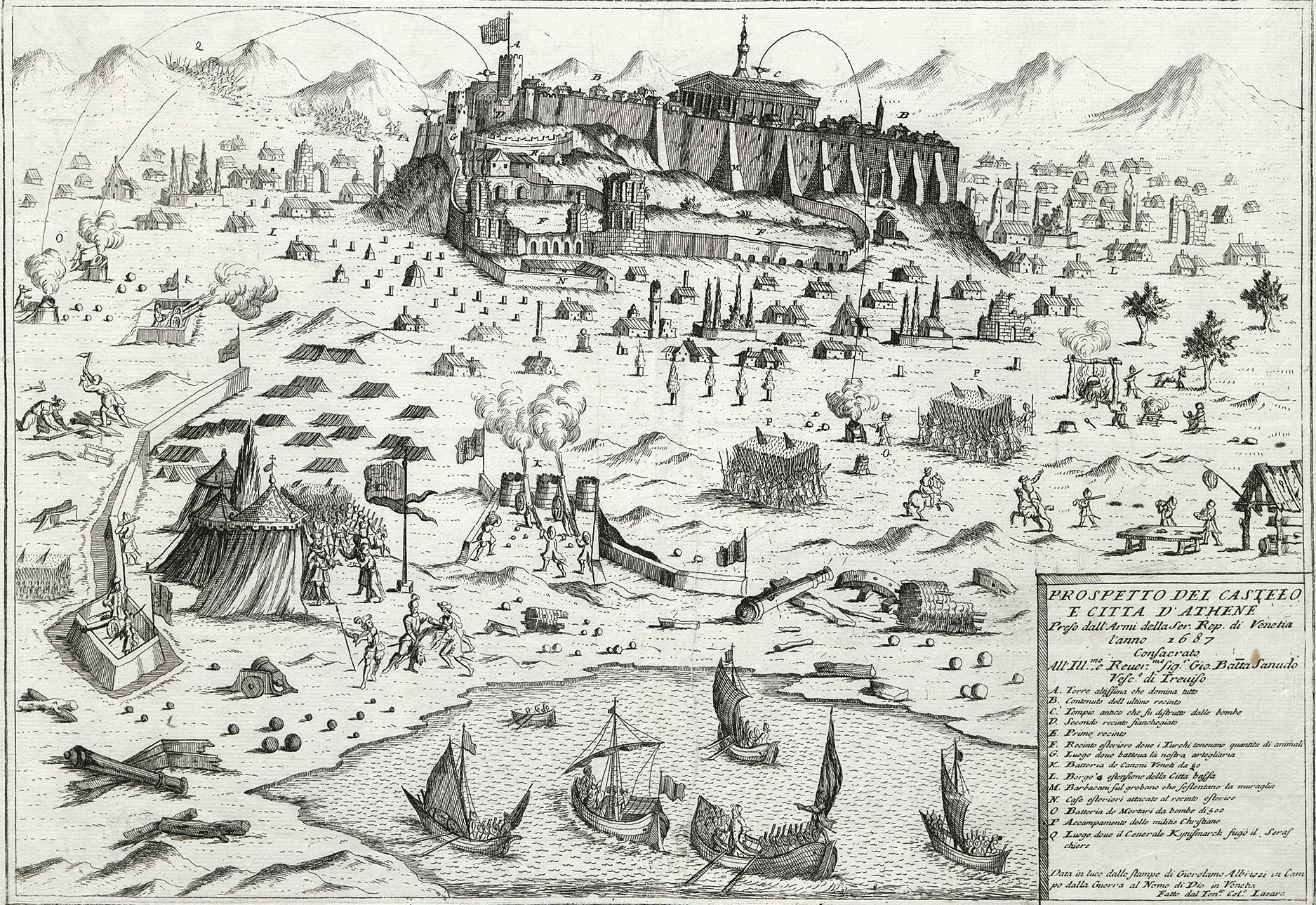
1687년 베네치아의 아테네 아크로폴리스 포위전

비잔티움 제국 시대에 파르테논은 동정녀 마리아에게 봉헌된 교회로 쓰였다. 라틴인(프랑크인)이 지배한 아테네 공국 시대에 아크로폴리스는 행정 중심지로 기능하여 파르테논은 성당이 되고 프로필라이아는 공작궁이 되었다. 프랑코피르고스라는 거대한 탑도 건설되었는데 19세기에 파괴되었다.
오스만 제국의 그리스 지배 이후 파르테논은 튀르크군의 요새 사령부가 되었고 에레크테이온은 사령관의 개인 하렘으로 전락했다. 1687년 모레아 전쟁 당시 베네치아군이 아크로폴리스를 포위하면서 이곳 건물들이 심각하게 훼손되었다. 화약 창고로 쓰였던 파르테논 신전은 포격을 맞고 반파되었다.

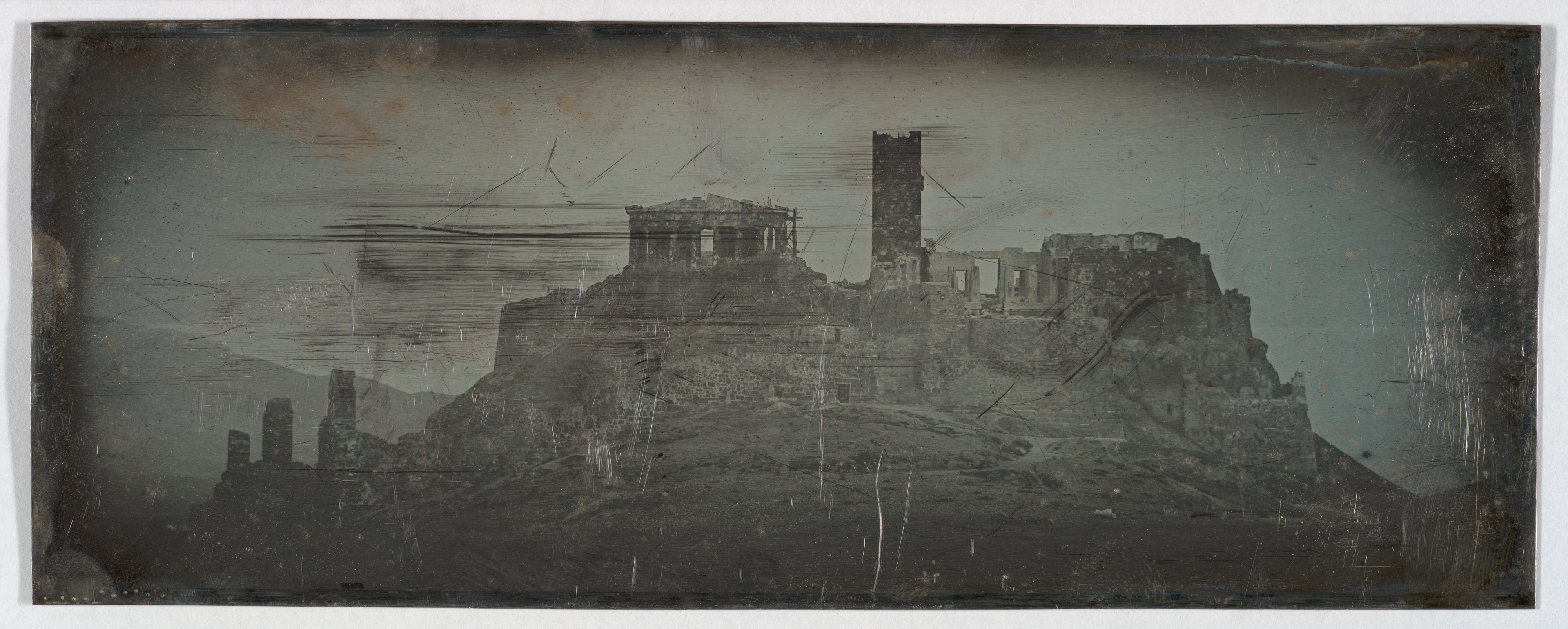
1842년 조세프필리베르 지로 드 프랑기가 찍은 다게레오타입 사진. 최초의 아크로폴리스 사진이다.

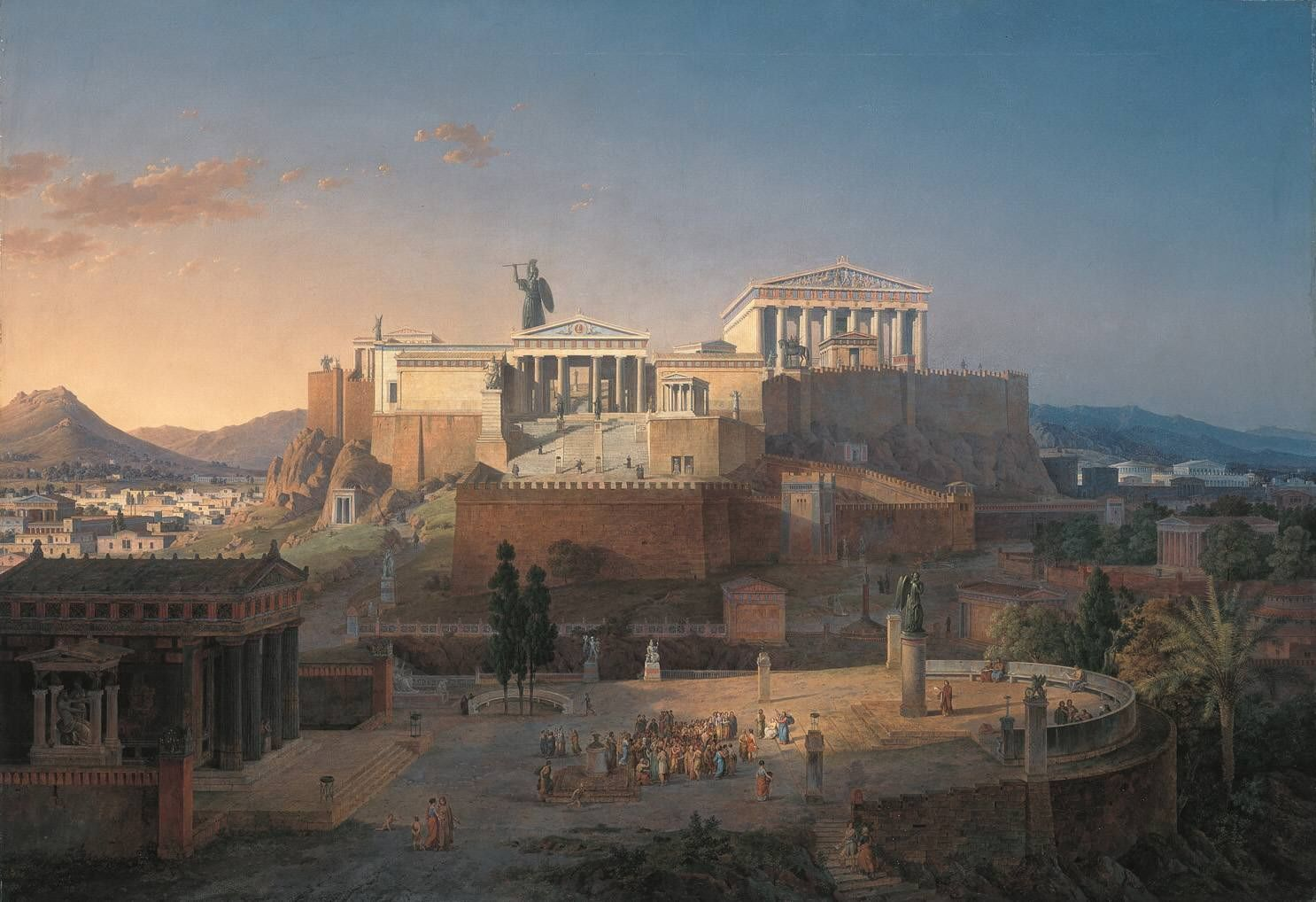
낭만적으로 묘사된 아크로폴리스와 아레이오스 파고스 언덕의 복원화. 레오 판 클렌제, 1846년작.

이처럼 아크로폴리스는 오랜 세월 동안 여러 세력의 손을 거치면서 비잔티움, 프랑크, 오스만식 구조물이 들어섰다. 오스만 제국 시대에에는 파르테논 신전 내부에 첨탑이 딸린 모스크가 들어섰다.
그리스 독립 전쟁 당시에도 1821~1822년에 두 차례, 1826~1827년에 한 차례 공성전이 벌어졌다. 1822년과 1825년 사이에 그리스인들은 요새에 유일한 수원지인 클렙시드라 샘을 확보하고 오디세아스 안드루초스의 이름을 딴 새 요새를 건설했다. 그리스 독립 이후 아크로폴리스에선 고대의 원형을 복원하기 위한 명목으로 경내에 있던 비잔티움, 프랑크, 오스만 시대의 구조물 철거가 이루어졌다.